# Лихачёв, Сергей Алексеевич
Сергей Алексеевич Лихачёв (бел. Сяргей Аляксеевіч Ліхачоў; 2 сентября 1952, Свердловск — 26 июня 2025) — советский и белорусский учёный-медик, невролог, член Высшей аттестационной комиссии НАН Беларуси по нервным болезням, член правления Международной Академии неврологии и нейрохирургии (МАНН), директор государственного учреждения «Республиканский научно-практический центр неврологии и нейрохирургии» Министерства здравоохранения Республики Беларусь (2005—2010), доктор медицинских наук (1995), профессор (2001).

## Биография
Родился 2 сентября 1952 года в городе Свердловске (Екатеринбург). В 1969 году поступил в Смоленский государственный медицинский институт. С 1974 года продолжил учёбу в Минском государственном медицинском институте, который окончил в 1975 году по специальности «врач-лечебник».
После окончания института работал врачом-терапевтом Молодечненской городской больницы, Раковской участковой больницы.
С 1981 по 1982 год — врач-невропатолог 9-й городской клинической больницы города Минска.
С 1982 по 2005 год прошел путь от младшего научного сотрудника до заведующего неврологическим отделом № 2 государственного учреждения Белорусского Научно-исследовательского института неврологии, нейрохирургии и физиотерапии города Минска.
В 1988 году защитил кандидатскую диссертацию на тему «Вестибуло-окулярные рефлексы в клинике и дифференциальной диагностике синдрома позвоночной артерии при шейном остеохондрозе» (14.00.13 — нервные болезни). Научные руководители: академик АН БССР, член-корреспондент АМН СССР, заслуженный деятель науки БССР, профессор И. П. Антонов, доктор медицинских наук, профессор И. А. Склют.
В 1995 году защитил докторскую диссертацию на тему «Вестибуло-окулярные механизмы мозга в клинике некоторых заболеваний нервной системы (физиология, патогенез, семиотика)» (14.00.13 — нервные болезни). Научные консультанты — академик АН РБ, член-корреспондент Рос. АМН, заслуженный деятель науки РБ, профессор И. П. Антонов; доктор медицинских наук, профессор И. А. Склют.
В 2001 году ему было присвоено учёное звание профессора.
С 2005 по 2010 год Лихачёв Сергей Алексеевич находился в должности директора государственного учреждения «Республиканский научно-практический центр неврологии и нейрохирургии» Министерства здравоохранения Республики Беларусь.
С 2010 года по настоящее время является заведующим неврологическим отделом государственного учреждения «Республиканский научно-практический центр неврологии и нейрохирургии» Министерства здравоохранения Республики Беларусь.
С 2005 по 2018 год являлся главным внештатным специалистом по неврологии Министерства здравоохранения Республики Беларусь.
Владеет английским и итальянским языками.

## Семья
Женат, дети — сын и дочь.

## Научная деятельность
С. А. Лихачёв является учёным (специалистом) в области неврологии, а также смежных клинических дисциплин — вестибулологии, кардионеврологии. Разработал новый системный подход к изучению вестибулярной дисфункции. Благодаря этому появились новые клинические данные, на основе которых были созданы новые диагностические тесты, позволяющие существенно улучшить диагностику заболеваний нервной системы. Им создана школа вестибулологов, которые изучили проблемы вертикальных вестибуло-окулярных, цервико-окулярных рефлексов, различные виды оптокинетического нистагма. Другой серьёзной научной задачей, над которой работал С. А. Лихачёв, было изучение различных методов лечения при мышечной дистонии. В Республике Беларусь внедрена система помощи этим больным, уникальная по своей эффективности и доступности. Им и его сотрудниками было изучено действие препаратов ботулотоксина типа А на практически все формы мышечной дистонии, модернизованы методы введения, создан единый регистр пациентов. С. А. Лихачёвым образованы научные неврологические школы:
- по изучению нейродегенеративных и нервно-мышечных заболеваний;
- по изучению вестибулярной дисфункции и нарушений равновесия.

Под его руководством изучаются проблемы болезни Паркинсона и других двигательных расстройств, сомнографии в клинике заболеваний нервной системы. Ведутся работы по видиоанализу движений и поз человека при различных патологических состояниях.
Под непосредственным руководством С. А. Лихачёва в Республике Беларусь проведён первый тромболизис при инфаркте мозга, а затем создана республиканская сеть тромболизиса, которая в настоящее время успешно работает. Изучены риски, осложнения, предикторы успешного результата при этой процедуре.
Является членом Высшей аттестационной комиссии НАН Беларуси по нервным болезням, а также членом правления Международной Академии неврологии и нейрохирургии (МАНН).
Лихачев С. А. принимал участие в разработке ряда важных действующих нормативных документов, в том числе Государственной Национальной программы демографической безопасности Республики Беларусь на 2006—2010 гг., Государственной Национальной программы демографической безопасности Республики Беларусь на 2011—2015 гг. и «Кардиология» на 2011—2015 гг.
Лихачев С. А. является автором 2241 научной работы, среди которых 106 изобретений, 10 монографий. Согласно поиску авторов eLibrary.Ru от 16.02.2021 г. имеет: 739 публикаций, 1082 цитирований, индекс Хирша — 10.
Под его руководством защищено 5 докторских и 29 кандидатских диссертаций.
Является главным редактором журнала «Неврология и нейрохирургия. Восточная Европа» и ежегодного сборника РНПЦ неврологии и нейрохирургии.
Состоит членом редакционных коллегий журналов:
России:
- «Российский неврологический журнал»
- «Вестник оториноларингологии»
- «Анналы клинической и экспериментальной неврологии»
- «Нервные болезни»
- «Stroke» (российское издание).

Украины:
- «Журнал неврологии»
- «Психиатрия, неврология и медицинская психология».

Республики Беларусь:
- «Медицинские новости»
- «Новости хирургии»
- «Молекулярная и прикладная генетика»
- «Вестник» Витебского государственного медицинского университета, лечебное дело.

ЕС:
- «Neurootology newsletter».

### Основные труды
Монографии:
- Лихачев С. А., Чернуха Т. Н. Дистонические гиперкинезы. Мн., 2018 «Беларуская навука» — 284 С.
- Лихачев С. А., Борисенко А. В., Борисов И. А. Мануальная терапия неврологических синдромов остеохондроза. Монография. — Витебск, ВГМУ, 2001. — 139 С.
- Лихачев С. А., Кубарко А. И., Кубарко Н. П. Зрение (нейрофизиологические и нейроофтальмологические аспекты). Том 2. Нейронные механизмы контроля установки и движений глаз и их нарушения при заболеваниях нервной системы. Минск, БГМУ, 2009. — 352 С.
- Лихачев С. А. Тарасевич Н. М. Вызванные вестибулярные миогенные потенциалы. Saarbruicken: LAP Lambert Academic. — 2012. — 138 С.
- Лихачев С. А., Лукашевич В. А. Видеоанализ ходьбы в диагностике некоторых неврологических заболеваний. Saarbruicken: LAP Lambert Academic. — 2012. — 222 С.

## Награды и премии
- 1994 — Почётная грамота Президиума Верховного Совета Республики Беларусь за значительный вклад в развитие медицинской науки, подготовку научных и врачебных кадров.
- 2004 — значок «Отличнику здравоохранения Республики Беларусь».
- 2012 — Почётная грамота ВАК.
- 2013 — медаль Франциска Скорины.
- 2013 — Gold media for Exceptional. Achievements, Brussel.
- 2014 — нагрудный знак Профсоюза медицинских работников «Ветеран».
- 2019 — Орден Российский Федерации «За заслуги в медицине».
- Почётные грамоты Министерства здравоохранения.